# سماكداون (علامة تجارية)
سماكداون (بالإنجليزية: SmackDown)‏ علامة تجارية في المصارعة المحترفة تابعة لدبليو دبليو إي، أول إعلان عنها كان يوم 25 مارس 2002 خلال حلقة من حلقات  ليلة الأثنين راو.